# حسن زارع‌زاده اردشیر
حسن زارع زاده اردشیر دبیرکل کمیته دانشجویی دفاع از زندانیان سیاسی است. این کمیته در سال ۱۳۷۷ در تهران تأسیس شده‌است. زارع زاده اردشیر قبلاً در ایران سخنگوی جیهه متخد دانشجویی بود و به عنوان یکی از رهبران حرکت دانشجویی ۱۸ تیر ۱۳۷۸ به شمار می‌رود.
وی در ایران ۱۲ بار دستگیر شده و حدود دو سال را در سلول‌های انفرادی بازداشتگاههای پلیس، سپاه پاسداران، قوه فضائیه و وزارت اطلاعات سپری کرده است.
زارع زاده اردشیر یک بار در سال ۱۳۷۷ به یک سال حبس و یک بار در سال ۱۳۸۳ در شعبه ۲۶ دادگاه انقلاب توسط قاضی حداد به هفت سال حبس و ۵ سال محرومیت از حقوق اجتماعی محکوم شده‌است. وی به دنبال حضور در خارج از کشور برنده چند جایزه بین‌المللی حقوق بشری نیز شده‌است. وی در حال حاضر در تورنتو مدیر اجرایی مرکز بین‌المللی حقوق بشر هستند.

## منبع
1. ↑  «Iran Human Rights Documentation Center - Witness Statement: Hassan Zarezadeh Ardeshir». web.archive.org. ۲۰۱۳-۰۶-۱۳. بایگانی‌شده از اصلی در ۱۳ ژوئن ۲۰۱۳. دریافت‌شده در ۲۰۲۲-۰۷-۰۲.